# Стафф, Леопольд
Лео́польд Ге́нрик Стафф (пол. Leopold Henryk Staff; 14 ноября 1878, Львов — 31 мая 1957, Скаржиско-Каменна) — польский поэт, драматург и переводчик.

## Биография
По окончании гимназии учился во Львовском университете (1897—1901). Участвовал в деятельности поэтического кружка «Планетницы». Совершил несколько поездок в Италию, год провёл в Париже (1902—1903). Сотрудничал с газетами и журналами. В 1909—1914 редактировал книжную серию «Symposion» издательства «Księgarnia Biblioteki Polskiej B. Połonieckiego», в которой выходили избранные сочинения великих писателей и философов. Годы Первой мировой войны провёл в Харькове (1915—1918). С 1918 жил в Варшаве. Был соредактором журнала «Nowy Przegląd Literatury i Sztuki» (1920—1921). Печатался в газетах «Tygodnik Ilustrowany» (1918—1923), «Kurier Warszawski» (1922—1927), «Gazeta Polska» (1931—1939), «Sygnały» (1933—1939). Был вице-председателем Общества польских писателей и журналистов (1924), затем председателем (1924—1931). С 1920 член правления профессионального Союза польских писателей, член Польской академии литературы (с 1933) и её вице-председатель (1934—1939).
Во время оккупации Польши жил в Варшаве, преподавал в подпольном университете. После подавления Варшавского восстания жил в Павловицах и Кракове. В 1949 вернулся в Варшаву.
Лауреат Государственной литературной премии (1927, 1951); получал награды Львова(1929), Лодзи (1931), Варшавы (1938). С 1931 почётный член польского Пен-клуба; лауреат награды Пен-клуба (за переводческую деятельность; 1948). Доктор honoris causa Варшавского университета (1939), Ягеллонского университета (1949).

## Творчество

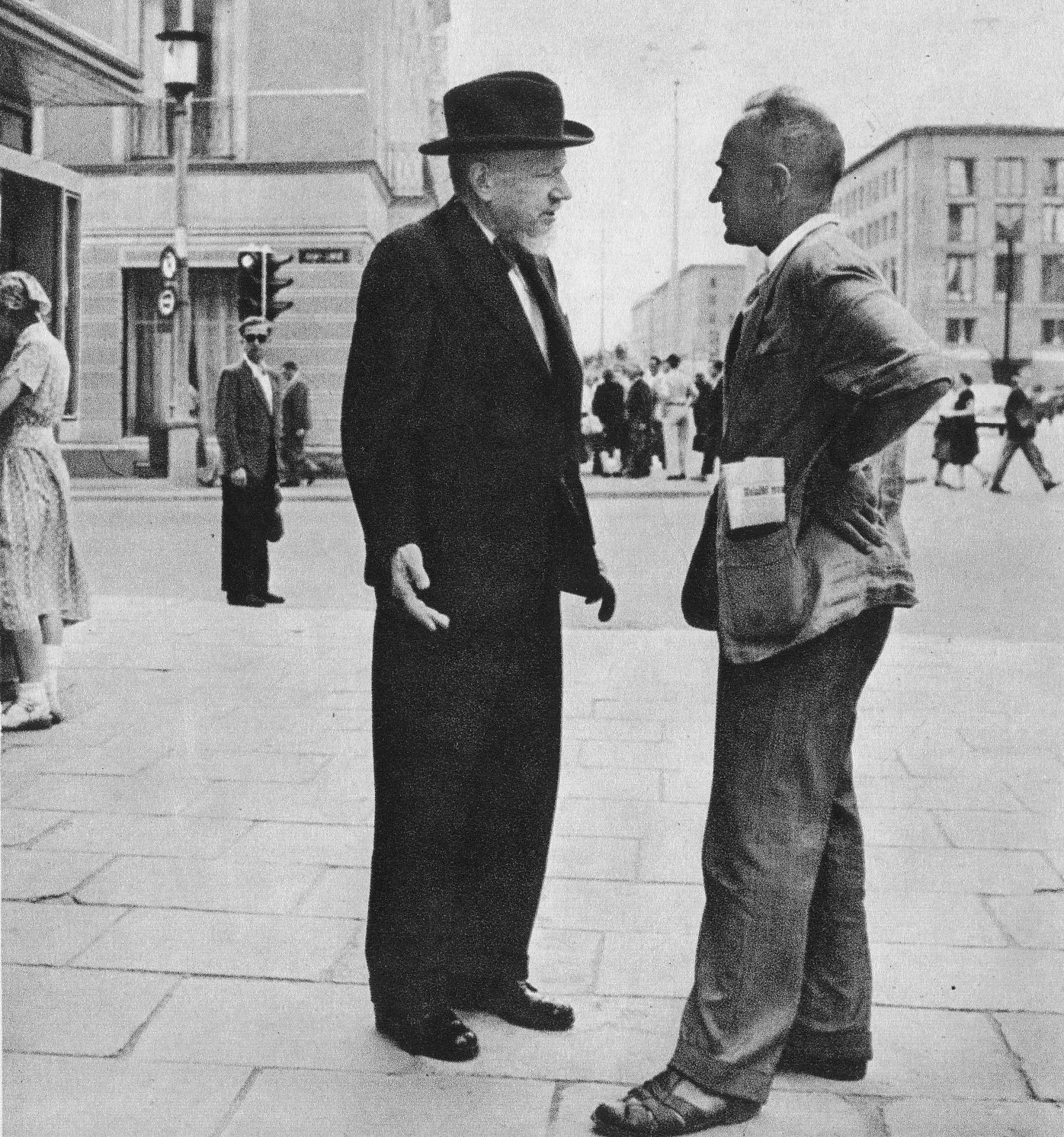
Альфонс Карны и Леопольд Стафф (Варшава, 1950-е)

В первом сборнике «Sny o potędze» («Сны о могуществе», 1901) следовал символистским исканиям «Молодой Польши» и вместе с тем в ницшеанском духе выступал против декаданса, прославляя деятельность и открытое отношение к жизни.
Автор поэмы о легендарном чародее пане Твардовском «Mistrz Twardowski. Pięć śpiewów o czynie» (1902). В последующих сборниках «День души» (1903), «Птицам небесным» (1905), «Цветущая ветвь» (1908), «Улыбки мгновений» (1910), «В тени меча» (1911) обнаруживаются ориентация на классицистические традиции, интерес к культуре античности и Возрождения, воспевание вечных этических и эстетических ценностей. В сборнике гражданской лирики «Радуга слёз и крови» (1918) отразился опыт войны. В межвоенные годы в сборниках «Высокие деревья» (1932), «Цвет мёда» (1936) совершается поворот к тематике повседневности, появляется скептицизм и юмор. Эти черты разделял со скамандритами — участниками поэтической группы «Скамандр», для которых Стафф был образцом.

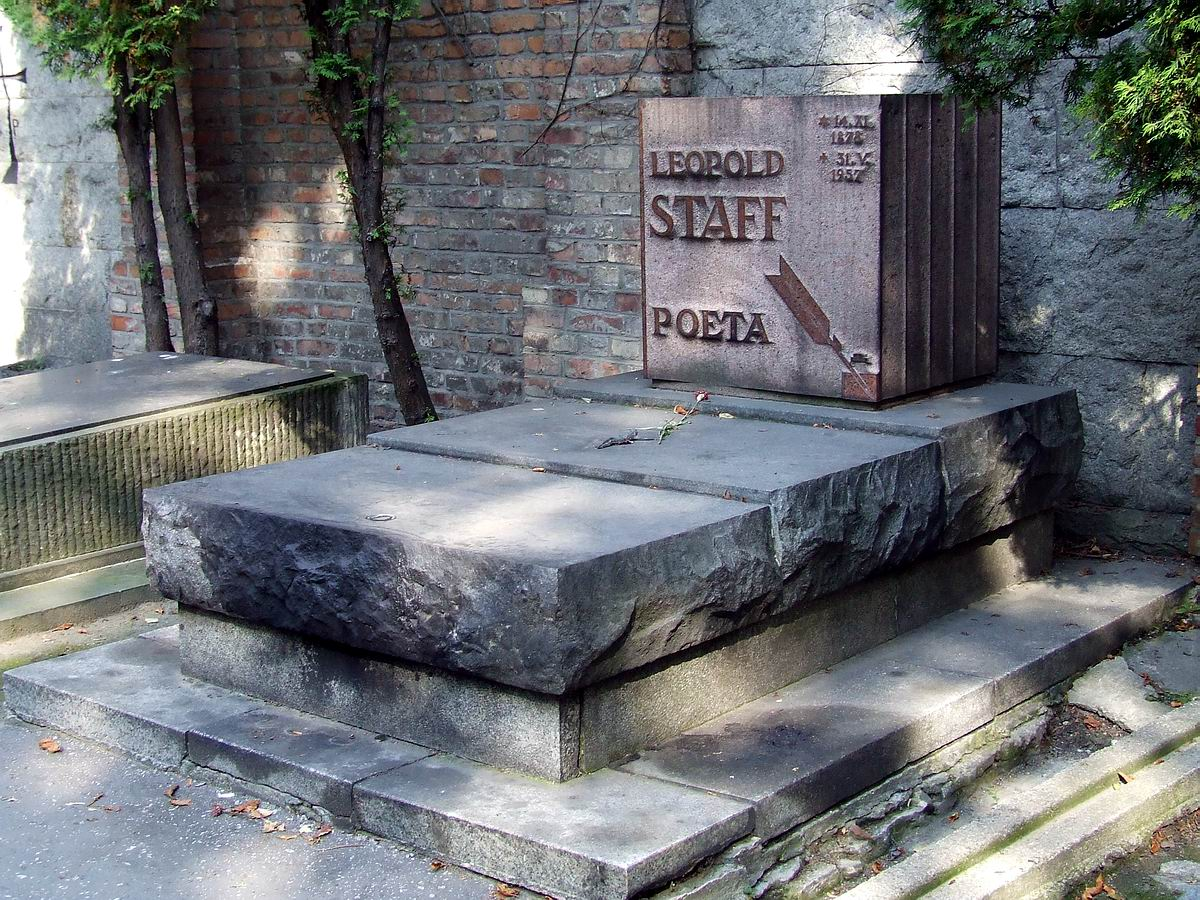
Надгробие на варшавском кладбище Старые Повонзки

Драматургия Стаффа своей тематикой близка его поэзии. Написал аллегорическую трагедию «Skarb» («Сокровище», 1904), три схожих по характеру драмы, основанных на легендах, и две пьесы, приближающиеся к реалистической драме.
Трагизм фашистской оккупации отразился в сборнике «Мёртвая погода» (1946). В послевоенной лирике, стремясь к простоте и непосредственности поэтического выражения общечеловеческих чувств, отказывался от традиционных метрических схем, метафоричности («Лозина», 1954; «Девять муз», 1958).

## Переводы
Переводил с языков античных и современных — французского, итальянского, немецкого, английского. С латыни перевёл стихотворные тексты Яна Кохановского, с французского — Зыгмунта Красинского. В его переводах публиковались сочинения Эпикура, Демокрита, Гераклита, «Цветочки» св. Франциска Ассизского, труды Леонардо да Винчи, стихи Микеланджело, произведения Дени Дидро, Ромена Роллана, И. В. Гёте, Ф. Ницше, Томаса Манна, Кнута Гамсуна, Сельмы Лагерлёф и других европейских писателей. Многие переводы выходили с предисловиями и комментариями Стаффа.

## Публикации на русском языке
- Стафф Л. Избранная лирика. М. Молодая гвардия. 1971. Переводы А. Эппеля
- Стафф Л. Стихи. М. Худож.лит. 1973. 244 стр. Предисловие В. Британишского. Переводы Н. Астафьевой, Е.Благининой, В. Британишского, А. Гатова, А. Гелескула, М. Живова, Н.Зиминой, В. Левика, М.Петровых, Д. Самойлова, Б. Слуцкого, Л. Цывьяна
- Польские поэты. Л.Стафф. К. Иллакович. Ю. Пшибось. Т. Ружевич. В. Шимборская. М. Худож. лит. 1978. сс.27-94
- Астафьева Н., Британишский В. Польские поэты XX века. Антология. т I СПб, 2000, сс.36=60 Переводы Н. Астафьевой и В. Британишского.